# Пида Світлана Василівна
Світлана Василівна Пида (нар. 7 липня 1959, с. Ішків, УРСР) — українська учителька, докторка сільсько-господарських наук (2007), професорка (2008), академік Академії наук вищої школи України (2014), відмінниця освіти України.

## Життєпис
Світлана Пида народилася 7 липня 1959 року у селі Ішкові, нині Купчинецької громади Тернопільського району Тернопільської области України.
Закінчила Тернопільський педагогічний інститут (1982). Працювала пакувальницею, ученицею ливарника у ВО «Ватра» (1976—1977, м. Тернопіль); від 1982 — лаборантка (1982—1990), асистентка (1990—1995) викладачка (1995—1996), доцентка (1996—2008); професорка (від 2008) та завідувачка (від 2014) катедри ботаніки та зоології Alma-mater.

## Доробок
Автор більше 350 наукових праць; співавторка 2-х навчальних посібників для учнів загальноосвітніх шкіл.
Членкиця спеціальної вченої ради Уманського державного аграрного університету (Черкаська область), вченої і методичної рад хіміко-біологічного факультету ТНПУ, а також редакційної колегії «Наукових записок Тернопільського національного педагогічного університету імені Володимира Гнатюка. Серія: Біологія», рецензентом редакційної колегії за напрямком «Сільськогосподарська мікробіологія» «Мікробіологічного журналу».